# Aswad
Aswad (nome masculino árabe que significa Preto) é um grupo de reggae britânico, conhecido por adicionar R&B e fortes influências soul, ao som reggae. Tiveram origem em 1975, tendo lançado um total de 21 álbuns até ao momento

## Biografia
Os membros originais dos Aswad foram Brinsley Forde, George Oban, Angus Drummie Zeb Gaye e Donald Griffiths. Courtney Hemmings foi um colaborador frequente na década de 1970, chegando a juntar a maioria dos membros dos Aswad como banda de suporte do álbum ao vivo de Burning Spear gravado em 1977 no Rainbow Theatre em Londres. Outros participantes foram Vin Gordon, Bongo Levi e Karl Pitterson.
Tornaram-se uma das bandas de topo do reggae no Reino Unido com canções, típicas para a época, sobre a opressão da juventude negra, como Three Babylon e It's Not Our Wish e com a poderosa música instrumental de influência jazzistica, Warrior Charge.
Com o álbum New Chapter (1981), os Aswad obtiveram uma maior penetração de mercado. A música Love Fire ganhou amplo reconhecimento quando foi utilizada como ritmo de base para a música de Dennis Brown Promised Land.
Entre os muitos sucessos da banda Don't Turn Around, atingiu o Nº1 no Reino Unido em 1988. Esta faixa foi originalmente um lado B do single de Tina Turner Typical Male que posteriormente foi lançada pelos Ace of Base. No ano seguinte tiveram novos sucessos no Reino Unido com Give A Little Love e com uma versão reggae de Best of My Love, um original dos The Eagles. Em 1989, contribuíram com o single Set Them Free para o álbum Greenpeace Rainbow Warriors, no mesmo ano realizaram, juntamente com Sir Cliff Richard a canção Share A Dream, gravado no ano anterior no Estádio de Wembley, como parte do evento (16 e 17 de Junho de 1989). O sucesso seguinte foi Shine, lançado em 1994. Outro grande sucesso foi um cover dos The Police, Invisible Sun, interpretada com Sting em 1998.
Também tiveram a distinção de ter tocado com vários membros dos ex-Wailers.
Efectuaram imensas digressões, tocando em diversos locais tais como o Royal Albert Hall de Londres, Montego Bay's Reggae Sunsplash, e locais como a África Ocidental, Israel e Japão.
O seu mais recente álbum foi lançado em 2009 com o nome City Lock. De onde foram retirados os singles What Is Love? e Do That Thing.

## Membros da banda
- Martin Augustine aliás ‘‘Tatta’‘ – Guitarra Solo
- Brinsley Forde aliás ‘‘Dan’‘ (nascido a 16 de Outubro de 1952, Guiana) – Voz, guitarra ritmo
- Drummie Zeb aliás Angus Gaye (nascido em 1959, Londres, Reino Unido) - Voz, bateria
- Donald Griffiths (nascido em 1954, Jamaica)
- Jimmy Neath aliás ‘‘J-Slice’‘ (nascido em 1964, Manchester, Reino Unido) - Trompete
- Jimmy Haynes aliás ‘‘Senyah’‘ - Guitarra Solo, guitarra acústica
- Clifton Morrison aliás ‘‘Bigga’‘ - Voz, teclados, melodias
- George Oban (abandonou em 1980) - Baixo
- Tony Gad (Dennis Anthony Robinson, nascido a 11 de Novembro de 1957, Londres. Entrou em 1980) - Voz, Baixo

## Músicos adicionais
Teclas
- Courtney Hemmings
- Bubblers
- Michael Martin (também tocou com as Spice Girls e Vanessa-Mae)

Metais
- TanTan (Eddie ‘‘Papa’‘ Edward Thorton) - Trompete
- Brian - Saxofone
- Trevor Jones - Trombone

Bateria e percussão
- Lion - Prerry Melius – Bateria

## Discografia

### Álbuns
- 1976: Aswad - Mango Records
- 1978: Hulet - Mango Records
- 1981: New Chapter - Columbia Records
- 1981: Showcase - Mango Records
- 1982: A New Chapter of Dub - Mango Records
- 1982: Not Satisfied - Columbia Records (UK #50)
- 1983: Live and Direct - Island Records (UK #57)
- 1984: Rebel Souls - Island Records (UK #48)
- 1986: To the Top - Simba (UK #71)
- 1988: Jah Shaka Meets Aswad in Addis Ababa Studio - Jah Shaka
- 1988: Distant Thunder - Mango Records (UK #10)
- 1988: Renaissance - 20 Crucial Tracks - Stylus (UK #52)
- 1989: Aswad: Crucial Tracks
- 1990: Next to You - Alex
- 1990: Too Wicked - Mango Records (UK #51)
- 1993: Firesticks - Alex
- 1994: Rise and Shine - Bubblin' Records (UK #38)
- 1995: Rise and Shine Again! - Mesa
- 1995: Dub: The Next Frontier - Mesa
- 1995: Greatest Hits - Bubblin' Records (UK #20)
- 1997: Big Up - Atlantic Records
- 1997: The BBC Sessions
- 1999: Roots Revival - Ark 21
- 2001: 25 Live: 25th Anniversary
- 2002: Cool Summer Reggae - Universal Music TV (UK #54)
- 2009: City Lock - Bubblin' Records (UK #63)

### Singles
- 1984 (Mar): Chasing for the Breeze - Island Records (UK #51) [4]
- 1984 (Out): 54-46 (Was My Number) - Island Records (UK #70)
- 1988 (Fev): Don't Turn Around - Mango Records (UK #1)
- 1988 (Mai): Give a Little Love - Mango Records (UK #11)
- 1988 (Set): Set Them Free - Mango Records (UK #70)
- 1989 (Abr): Beauty's Only Skin Deep - Mango Records (UK #31)
- 1989 (Jul): On and On - Mango Records (UK #25)
- 1990 (Ago): Next to You - Mango Records (UK #24)
- 1990 (Nov): Smile - Mango Records (UK #53)
- 1991 (Mar): Too Wicked (EP) - Mango Records (UK #61)
- 1993 (Jul): How Long - Mango Records (UK #31)
- 1993 (Out): Dancehall Mood - Bubblin' Records (UK #48)
- 1994 (Jun): Shine - Bubblin' Records (UK #5)
- 1994 (Set): Warriors - Bubblin' Records (UK #33)
- 1995 (Fev): You're No Good - Bubblin' Records (UK #35)
- 1995 (Ago): If I Was - Bubblin' Records (UK #58)
- 2002 (Ago): Shy Guy - Universal Music TV (UK #62)